# Mokrovraty

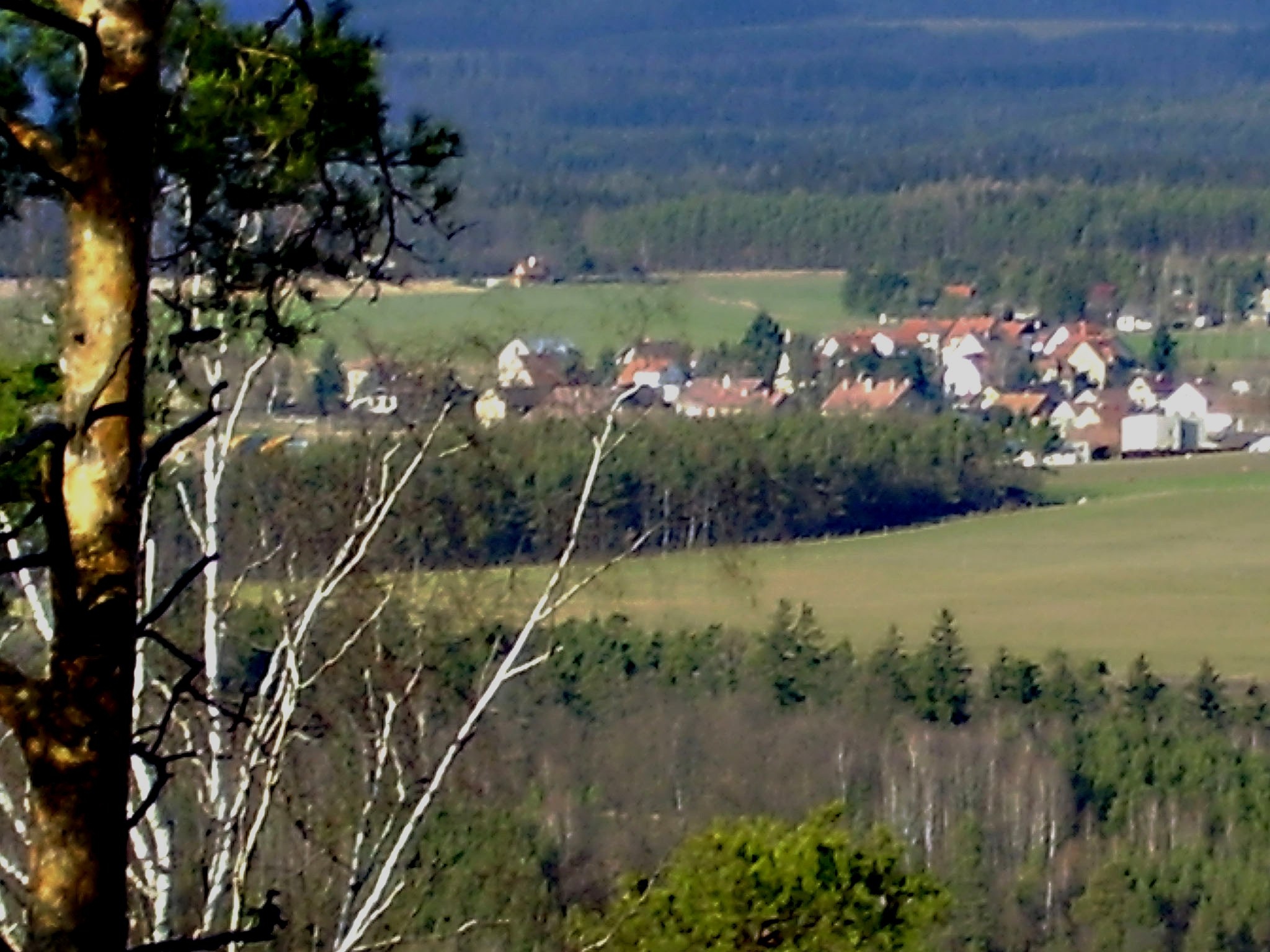
Blick von Kozí Hory auf Mokrovraty

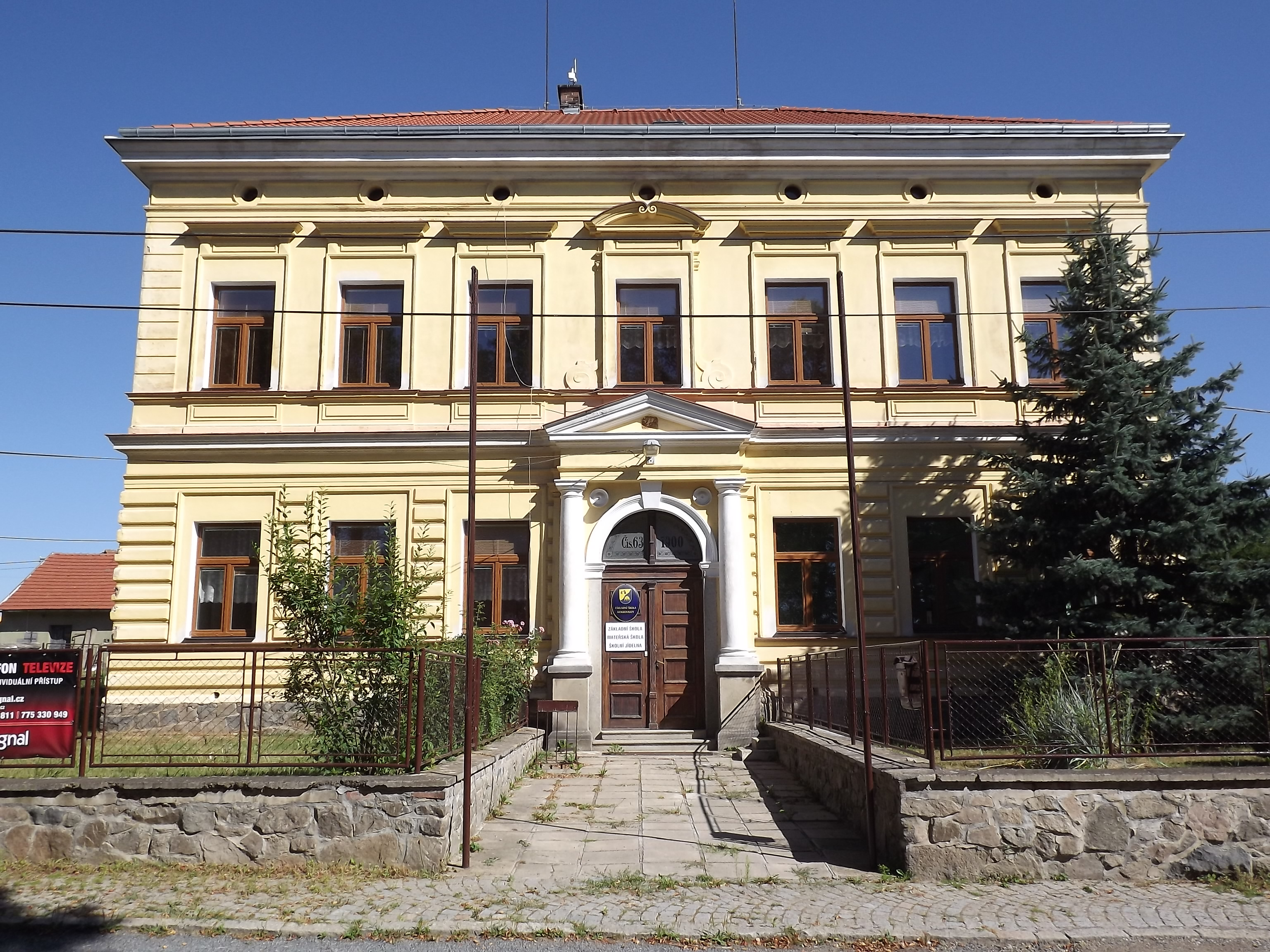
Schule in Mokrovraty

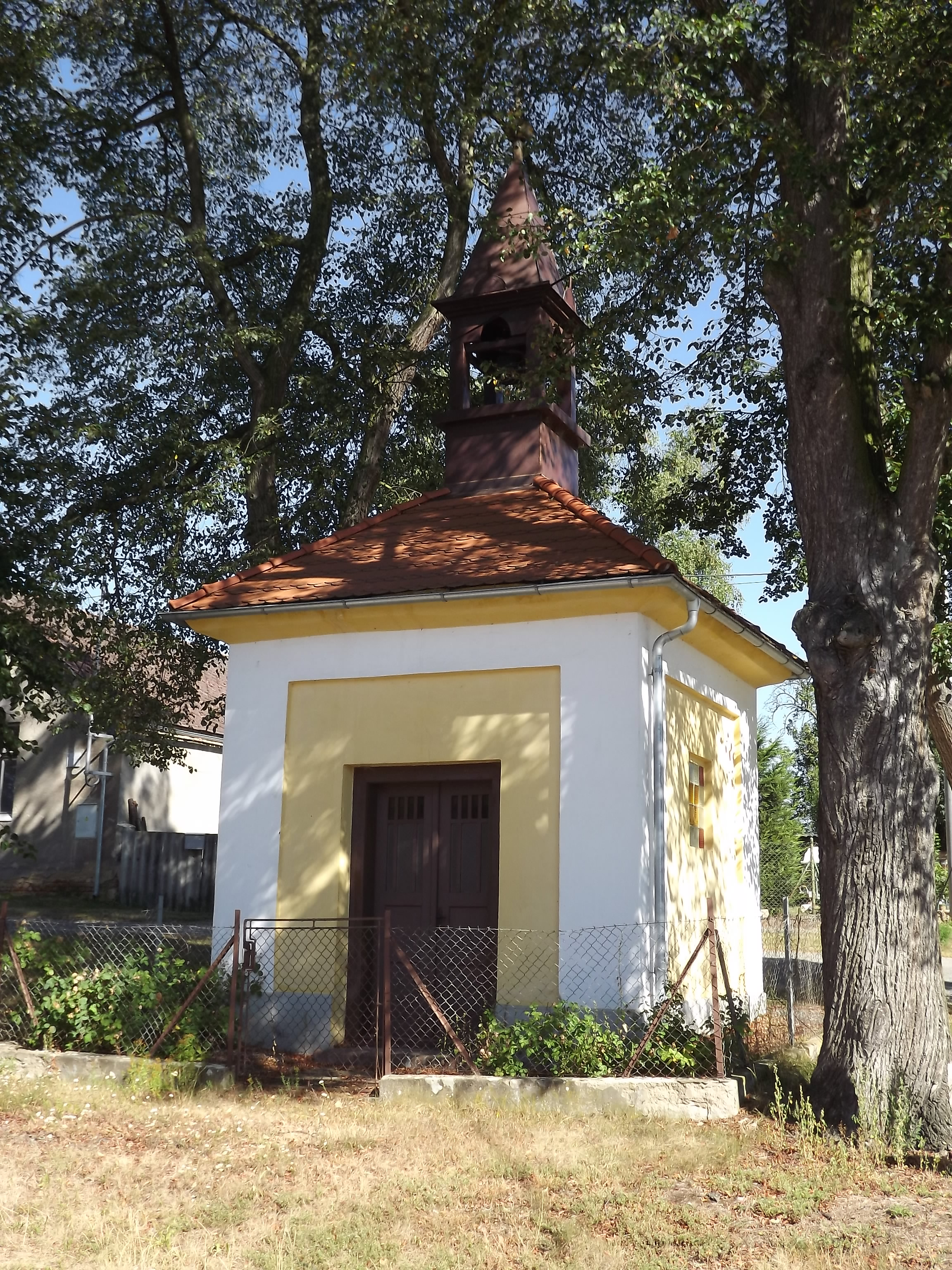
Kapelle in Mokrovraty

Mokrovraty (deutsch Mokrowrat), 1948–1990 Mokrá Vrata, ist eine Gemeinde in Tschechien. Sie liegt sieben Kilometer östlich von Dobříš und gehört zum Okres Příbram.

## Geographie
Mokrovraty befindet sich am südlichen Fuße der Brdská vrchovina (Brdy-Bergland) am Übergang zur Dobříšská pahorkatina (Dobrischer Hügelland). Das Dorf liegt auf einer Hochfläche zwischen den Tälern der Bäche Tušimský potok, Voznický potok und Kocába. Nördlich erhebt sich die Kačerka (398 m n. m.), im Osten der Na Vršku (377 m n. m.) und der Na Košíku (378 m n. m.), südöstlich der Vondrův vrch (393 m n. m.). im Süden der Podleský vrch (458 m n. m.), die Kateřinka (507 m n. m.), der Panův vrch (498 m n. m.) und die Besídka (516 m n. m.), westlich die Králova stolice (Königstuhl, 412 m n. m.) sowie im Nordwesten die Horní Jezberná (409 m n. m.). Durch Mokrovraty führt die Staatsstraße II/114 zwischen Dobříš und Nový Knín. Westlich des Dorfes verläuft die Bahnstrecke Dobříš–Praha-Modřany.
Nachbarorte sind Malá Svatá Hora, Bažantnice, Mníšek pod Brdy und Nová Ves pod Pleší im Norden, Malá Hraštice und Velká Hraštice im Nordosten, Ovčín, Nový Knín und Starý Knín  im Osten, Podleský Mlýn, Kakšenberk und Kavčice im Südosten, Kozí Hory, Na Kocábech, Strážovna, Hranice und Pouště im Süden, Porostliny und Stará Huť im Südwesten, U zastávky und Kodetka im Westen sowie Ježovka, Voznice und Chouzavá im Nordwesten.

## Geschichte
Die erste schriftliche Erwähnung des zur Herrschaft Dobřisch gehörigen Dorfes Mokrovraty erfolgte im Jahre 1653. Der Ortsname, der in etwa mit Rückkehrende Nässe zu deuten ist, wird von den besonderen klimatischen Bedingungen am Fuße des Brdy, an dessen Kamm sich oft die Winde drehen, hergeleitet. Bei Mokrovraty wurde ein Pechofen betrieben. Südwestlich von Pouště befand sich an der Kocába ein Blechhammer mit Hammerteich. Nach dessen Stilllegung wurde an seiner Stelle ab 1707 die Mühle Plechhammer betrieben.
Besitzer der Herrschaft waren die Fürsten von Mansfeld. Bis 1714 gehörte das Dorf zum Podbrder Kreis, danach wurde es Teil des Berauner Kreises. Nach dem Tode des Heinrich von Mansfeld fiel dessen Erbe 1780 seinem Sohn Joseph Wenzel zu, der sechs Wochen später ohne Nachkommen verstarb. Damit erlosch das Geschlecht im Mannesstamme, die Herrschaft Dobřisch erbte Joseph Wenzels Schwester Maria Isabella. Es erfolgte die Namens- und Wappenvereinigung mit der Familie ihres Ehemannes Franz de Paula Gundaker von Colloredo-Waldsee-Mels zum Geschlecht Colloredo-Mannsfeld. Nach Maria Isabellas Tod im Jahre 1794 erbte ihr Sohn Rudolph Joseph II. die Güter. Nach dem Tode des kinderlosen Rudolf Joseph II. von Colloredo-Mannsfeld fiel die Herrschaft 1844 dessen Neffen Franz de Paula Gundaccar II. von Colloredo-Mannsfeld zu.
Der ursprüngliche Rundling wurde im 19. Jahrhundert nach Südwesten bis an die Straße von Dobřisch nach Knin erweitert.
Im Jahre 1846 bestand das Dorf Mokrowrat bzw. Mokry Wrata aus 39 Häusern mit 242 Einwohnern. Abseits lagen am obrigkeitlichen Tiergarten ein Jägerhaus und das Hegerhaus Schildwacht (Mokrá Vrata). Pfarrort war Alt-Knin (Starý Knín). Bis zur Mitte des 19. Jahrhunderts blieb Mokrowrat der Herrschaft Dobřisch untertänig.
Nach der Aufhebung der Patrimonialherrschaften bildete Mokrovraty / Mokrowrat ab 1850 mit dem Ortsteil Pouště eine Gemeinde im Gerichtsbezirk Dobříš. Ab 1868 gehörte die Gemeinde zum Bezirk Příbram. 1897 nahm die Bahnstrecke Dobříš–Praha-Modřany den Verkehr auf, an der Schildwacht entstand ein Haltepunkt. Am Dorfplatz wurde im Jahre 1900 eine Schule errichtet. Pouště wurde nach 1910 eigenständig. In der ersten Hälfte des 20. Jahrhunderts entstand um den Haltepunkt und die Schildwacht ein Villenviertel, die heutige Siedlung U zastávky. Im Jahre 1920 wurde die Gemeinde in Mokrovrata umbenannt. 1932 lebten in Mokrovrata 412 Personen. 1941 wurde der Blechhammerteich trockengelegt. 1948 erfolgte eine erneute Umbenennung des Dorfes in Mokrá Vrata. Ab 1949 gehörte Mokrá Vrata zum neugebildeten Okres Dobříš, nach dessen Aufhebung wurde die Gemeinde 1960 wieder Teil des Okres Příbram. Am 1. Jänner 1976 wurde Pouště eingemeindet. In der zweiten Hälfte des 20. Jahrhunderts verlagerte sich durch Errichtung neuer Häuser das Zentrum von Mokrá Vrata vom alten Dorfplatz an die Staatsstraße II/114. Seit dem 1. Juli 1990 führt die Gemeinde wieder den Namen Mokrovraty.

## Gemeindegliederung
Die Gemeinde Mokrovraty besteht aus den Ortsteilen Mokrovraty (Mokrowrat) und Pouště (Pouscht). Grundsiedlungseinheiten sind Mokrovraty, Mokrovraty-u zastávky und Pouště. Zu Mokrovraty gehören außerdem die Ansiedlung Porostliny und die Wüstung Plechhamer (Blechhammer).
Das Gemeindegebiet gliedert sich in die Katastralbezirke Mokrovraty und Pouště.

## Sehenswürdigkeiten
- Kapelle in Mokrovraty
- Kapelle Johannes des Täufers in Pouště
- Ruinen der Mühle Plechhamer an der Kocába